# Nine on a Ten Scale
| Recensione | Giudizio |
| ---------- | -------- |
| AllMusic   | [ 1 ]    |

Nine on a Ten Scale è il primo album da solista di Sammy Hagar, uscito nel 1976 per l'etichetta discografica Capitol Records.

## Tracce
1. "Keep On Rockin'" 2:53 -  (John Carter, Hagar)
2. "Urban Guerilla" 2:54 -  (John Carter, Sammy Hagar)
3. "Flamingos Fly" 4:25 -  (Van Morrison)
4. "China" 3:07 -  (Bob Welch)
5. "Silver Lights" 5:36 -  (Sammy Hagar)
6. "All American" 3:54 -  (Sammy Hagar)
7. "Confession (Please Come Back)" 3:19 -  (Ronald Nagle)
8. "Young Girl Blues" 7:44 -  (Donovan)
9. "Rock 'n' Roll Romeo" 3:59 -  (John Carter, Sammy Hagar)

## Formazione
- Sammy Hagar - voce, chitarra
- Bill Church - basso
- Scott Quick - chitarra
- John Blakely - chitarra
- Alan Fitzgerald - tastiere
- Joe Crane - tastiere
- Aynsley Dunbar - batteria
- Jim Hodder - batteria
- Jerry Shirley - batteria
- Dallas Taylor - batteria